# Condé
Condé – miejscowość i gmina we Francji, w Regionie Centralnym, w departamencie Indre.
Według danych na rok 1990 gminę zamieszkiwało 228 osób, a gęstość zaludnienia wynosiła 10 osób/km² (wśród 1842 gmin Regionu Centralnego Condé plasuje się na 912. miejscu pod względem liczby ludności, natomiast pod względem powierzchni na miejscu 565.).